# Taxila
Taxila ali Takšašila (pandžabsko in urdujsko: ٹيکسلا) je mesto v regiji Pothohar v Pandžabu v Pakistanu. Je v okrožju Ravalpindi, leži približno 25 kilometrov severozahodno od metropolitanskega območja Islamabad–Ravalpindi in je južno od okrožja Haripur v provinci Khiber Pakhtunkhva.
Stara Taxila je bila nekaj časa glavno mesto starodavne Gandāre, ki je na vzhodni obali reke Ind - osrednje stičišče Indijske podceline in Srednje Azije; verjetno je bilo ustanovljeno okoli leta 1000 pr. n. št. Mesto je bilo del hinduške kolonije Ahemenidskega cesarstva med ~550–326 pr. n. št. Leta 326 pr. n. št. je mesto osvojil Aleksander Veliki, ki je prevzel oblast nad mestom brez bitke, saj je bilo mesto takoj predano Makedoniji. Temu je zaporedoma sledilo Maurijsko cesarstvo (~317 - ~200 pr. n. št.), Indo-grško kraljestvo (~ 200 pr. n. št. - ~55 pr. n. št.), Indo-Skiti (~ 80 pr. n. št. - ~30 n. š.) in Kušansko cesarstvo (~ 30 n. š. - ~ 375 n. št.), ki so v prvem stoletju n. št. uničili obstoječe mesto, da bi zgradili svoje na mestu severno od ruševine. Zaradi svoje strateške lokacije je Taxila v preteklih stoletjih večkrat zamenjala lastnika, pri čemer so se za njen nadzor potegovale številne politike. Ko so velike starodavne trgovske poti, ki so povezovale te regije, prenehale biti pomembne, je mesto postalo nepomembno in so ga v 5. stoletju dokončno uničili vsiljivci Huni. Sredi 19. stoletja v Britanski Indiji je ruševine starodavne Taxile znova odkril britanski arheolog Alexander Cunningham, sir John Marshall pa jih je obsežno izkopal. Leta 1980 je Unesco Taxilo uvrstil na seznam svetovne dediščine.
Po nekaterih poročilih velja Univerza starodavne Taxile za eno najzgodnejših univerz ali izobraževalnih središč v južni Aziji. Drugi učenjaki menijo, da ni bila univerza v sodobnem smislu, saj učitelji, ki so tam živeli, morda niso bili uradni člani določenih fakultet in zdi se, da ni bilo namensko zgrajenih predavalnic in stanovanjskih četrti v mesto. V poročilu iz leta 2010 je Sklad za globalno dediščino identificiral Taxilo kot eno od 12 svetovnih območij, ki so bila 'na robu' nepopravljive izgube in škode, pri čemer je kot glavne grožnje navedel nezadostno upravljanje, razvojni pritisk, ropanje in oborožene spopade. Vendar pa je pakistanska vlada od takrat vložila precejšnja prizadevanja za ohranitev, kar je privedlo do prekategorizacije mesta kot 'dobro ohranjenega' v različnih mednarodnih publikacijah. Zaradi obsežnih prizadevanj za ohranjanje in vzdrževanje je Taxila ena izmed priljubljenih turističnih točk Pandžaba, ki vsako leto privabi do milijon turistov.

## Etimologija
V starih časih je bilo Taxila znano kot Takṣaśilā v sanskrtu (po IAST) in kot Takkhasilā v paliju. Ime mesta v sanskrtu pomeni 'Mesto iz rezanega kamna' ali 'Skala Takša' glede na zgodbo v Ramajani, ki pravi, da je mesto ustanovil Bharata, mlajši brat hindujskega božanstva Rame, in ga poimenovali v čast Bharatinovega sin, Takša.
Sodobno ime mesta pa izhaja iz starogrškega prevoda iz Ptolemajeve Geografije. Transkripcija Taxile v grški jezik je sčasoma postala splošno priljubljena, tako sanskrtska kot palijska imena so izginila iz uporabe.
Fašjan, kitajski budistični romar, ki je mesto obiskal po svilni poti, je dal pomen njegovega imena kot 'odrezana glava'. S pomočjo Jatake si je razložil, da je to kraj, kjer si je Gautama Buda – med prejšnjim rojstvom kot Pusa ali Čandaprabha – odsekal glavo, da bi nahranil lačnega leva. Ta tradicija še vedno obstaja na območju pred Sirkapom (kar pomeni tudi 'odrezana glava'), ki je bilo v 19. stoletju znano kot Babur Kana ('tigrova hiša'), kar namiguje na kraj, kjer je Gautama Buda ponudil svojo glavo. Poleg tega se hribovje južno od doline Taxila imenuje Margala ('odrezano grlo').

## Zgodovina

### Zgodnja poselitev
Regija okoli Taxile je bila poseljena v neolitski dobi, z nekaterimi ruševinami v Taxili iz leta 1000 pred našim štetjem. Ruševine iz obdobja zgodnje Harapa okoli leta 1300 pred našim štetjem so bile odkrite tudi na območju Taxile, čeprav je bilo območje sčasoma opuščeno po propadu Indske civilizacije.
Najzgodnejša naseljena posest v dolini Taxila je bila najdena v Sarai Khola, ki se nahaja 2 km jugozahodno od muzeja Taxila, kjer trije radiokarbonski datumi iz obdobja I kažejo, da je bilo mesto prvič naseljeno med poznim 4. in zgodnjim 3. tisočletjem pr. n. št., z usedlinami poliranih kamnitih dlet, rezil in značilne vrste močno žgane keramike, ki kaže jasne znake uporabe pletenih košar v procesu izdelave in nanašanje brozge na zunanjo površino.
Zdi se, da obdobji IA in II v Sarai Khola kažeta kontinuiteto iz obdobja I, s pojavom brusilnih izdelkov. Vendar so bili izdelki v slogu Kot Didži najdeni v večjem številu in oblike v slogu Kot Didži kažejo znake, da so bile narejene s kolesom, kar označuje jasno tehnološko spremembo glede na material iz obdobja I. Sedem radiokarbonskih datacij je bilo prav tako vzetih iz prejšnjega in poznejšega obdobja II/Kot Didži in zdi se, da ta faza izvira iz sredine poznega 3. do zgodnjega 2. tisočletja pr. n. št.

### Kraljestvo Gandāra
Gandhara je bilo starodavno indo-arijsko kraljestvo v zahodni južni Aziji, katerega obstoj je bil izpričan v železni dobi. Glavno mesto kraljestva je bilo v Taxili. Prva večja naselbina v Taxili, v gomili Hathial, je bila ustanovljena okoli leta 1000 pr. n. št. Do leta 900 pr. n. št. je bilo mesto že vključeno v regionalno trgovino, saj odkrite lončenine razkrivajo trgovske vezi med mestom in Puṣkalāvatījem.
Kasneje je bila Taxila naseljena na Bhir Moundu, ki je datirano v obdobje okoli 800-525 pr. n. št. s temi zgodnjimi plastmi z žlebasto rdeče žgano posodo.

### Ahemenidsko cesarstvo
Arheološka izkopavanja kažejo, da je mesto morda močno naraslo med vladavino perzijskega Ahemenidskega cesarstva v 6. stoletju pred našim štetjem. Leta 516 pr. n. št. se je Darej I. podal v pohod za osvojitev Srednje Azije, Ariane in Baktrije, preden je vkorakal v današnji Afganistan in severni Pakistan. Cesar Darej je preživel zimo leta 516-515 pr. n. št. v regiji Gandara, ki obkroža Taxilo in se pripravljal na osvojitev doline Inda, kar je storil leta 515 pr. n. št., nato pa je imenoval Skilaksa iz Carjande, da razišče Indijski ocean od ustja od Inda do Sueza. Darej se je nato vrnil v Perzijo preko prelaza Bolan. Regija je bila še naprej pod Ahemenidsko suverenostjo pod vladavino Kserksa I. in še več kot stoletje pod Ahemenidsko oblastjo.
Taxilu so včasih vladali kot delu kraljestva Gandara (katerega glavno mesto je bilo Puškalavati), zlasti po obdobju Ahemenidov, vendar je Taxila včasih oblikovala lastno neodvisno okrožje ali mestno državo.

### Helenistično obdobje
Med invazijo na dolino Inda je Aleksander Veliki uspel pridobiti nadzor nad Taxilo (starogrško Τάξιλα) leta 326 pr. n. št. brez bitke, saj je mesto predal njegov vladar, kralj Omfis (Āmbhi). Grški zgodovinarji, ki so spremljali Aleksandra, so Taxilo opisali kot »bogatega, uspešnega in dobro vodenega«. Arijan piše, da so meščani mesta sprejeli Aleksandra in da je tam daroval žrtve ter praznoval gimnastično in konjeniško tekmovanje.
Po Aleksandrovi smrti leta 323 pr. n. št. bo provinca in večina nekoč ahemenidskih ozemelj prešla k njegovemu generalu Selevku I. Nikatorju in ustanovitelju naslednika  Selevkidskega cesarstva.

### Maurijsko cesarstvo
Do leta 303 pr. n. št. so bili satrapi Selevkidskega cesarstva v južni Aziji uradno priključeni k razširjenemu Maurijskemu cesarstvu po selevkidsko-maurijski vojni, s prestolnico province in središčem visokega šolstva v Taxili, ki je zdaj pod nadzorom Čandragupta Maurija. Njegov svetovalec, Kautilja/Čanakja, naj bi poučeval na Taxilini univerzi. Pod vladavino Ašoke Velikega, Čandraguptinega vnuka, je mesto postalo velik sedež budističnega učenja, čeprav je bilo mesto v tem času dom manjšega upora.
Mesto Taxila je bilo ustanovljeno na strateški lokaciji ob starodavni kraljevi avtocesti, ki je povezovala maurijsko prestolnico Pataliputra v Biharju s starodavnim Pešavarjem, Puṣkalāvatījem in naprej proti Srednji Aziji preko Kašmirja, Baktrije in Kāpise. Taxila je tako skozi stoletja večkrat zamenjalo lastnika, pri čemer so se številni imperiji potegovali za njegov nadzor.

### Indo-grška, indo-skitska in indo-partska kraljestva
V 2. stoletju pred našim štetjem je Taxilo priključila indo-grško kraljestvo Baktrija. Indo-Grki so zgradili novo prestolnico, Sirkap, na nasprotnem bregu reke od Taxile. V tem novem obdobju baktrijske grške vladavine je več dinastij (kot je Antialkid) verjetno vladalo iz mesta kot njihove prestolnice. Med zatišji v grški vladavini je mesto samostojno uspevalo z dobičkom in neodvisno nadzorovalo več lokalnih trgovskih cehov, ki so kovali tudi večino mestnega avtonomnega kovancev. Približno v 1. stoletju pr. n. št. ali 1. stoletju n. št. je imel indo-skitski kralj po imenu Azilises tri kovnice, od katerih je bila ena v Taxili in je koval kovance z legendami na sprednji strani v grščini in kharoṣṭhīju.
Zadnjega grškega kralja Taxila je okoli leta 90 pr. n. št. strmoglavil indo-skitski poglavar Maues. Gondofar, ustanovitelj indo-partskega kraljestva, je osvojil Taxilo okoli leta 20 pr. n. št. in mesto naredil za svojo prestolnico. Po zgodnjekrščanski legendi je apostol Tomaž obiskal Gondofarja IV. okoli leta 46 n. št., verjetno v Taxili, saj je bilo to mesto Gondofarjeva prestolnica.

### Kušansko cesarstvo
Okoli leta 50 našega štetja je grški neopitagorejski filozof Apolonij iz Tiane domnevno obiskal Taxilo, ki jo je njegov biograf Filostrat približno 200 let pozneje opisal kot utrjeno mesto, postavljeno na simetričnem tlorisu, podobno velikosti kot Ninive. Sodobna arheologija potrjuje ta opis. Napisi iz leta 76 n. št. kažejo, da je mesto do takrat prišlo pod Kušansko oblast, potem ko je mesto od Partov zavzel Kujula Kadfises, ustanovitelj Kušanskega cesarstva. Veliki kušanski vladar Kaniška je pozneje ustanovil Sirsukh, najnovejšo starodavno naselbino v Taxili.

### Guptski imperij
Sredi četrtega stoletja našega štetja je imperij Gupta zasedel ozemlja v vzhodni Gandhari in ustanovil postojanko Kumaratya v Taxili. Mesto je postalo znano po svojih trgovskih povezavah, vključno s svilo, sandalovino, konji, bombažem, srebrnino, biseri in začimbami. V tem času se mesto močno pojavlja v klasični indijski literaturi – tako kot kulturno središče kot tudi kot militarizirano obmejno mesto.[50][51]
Univerza v Taxilu je ostala obstoječa med potovanjem kitajskega romarja Fašjana, ki je obiskal Taxilo okoli leta 400. Zapisal je, da je Taxila ime prevedeno kot 'Odsekana glava' in je bilo mesto zgodbe iz življenja Bude, »kjer je svojo glavo dal človeku«.

### Propad
Znano je, da so Kidariti, vazali Heftalitskega imperija, vdrli v Taxilo okoli leta 450. Čeprav ga je Guptski cesar Skandagupta zavrnil, si mesto ni opomoglo – verjetno zaradi močne hunske prisotnosti na tem območju, razpada trgovine in trostranske vojne med Perzijo, Kidaritsko državo in Huni v Zahodni Gandari.
Beli Huni in Alčon Huni so okoli leta 470 n. št. preplavili Gandaro in Pandžab ter povzročili obsežno opustošenje in uničenje slavnih budističnih samostanov in stup v Taxili, udarec, od katerega si mesto ne bo nikoli opomoglo. Od leta 500 n. št. do 540 n. Mihirakula je predsedoval nekaterim uničenjem budističnih krajev, samostanov in hindujskih templjev v severozahodnih regijah indijske podceline.
Šuanzang je obiskal Indijo med letoma 629 in 645. Taxilo, ki je bila zapuščena in napol porušena, je obiskal leta 630 n. št. in ugotovil, da je večina njenih sangharam še vedno uničenih in zapuščenih. Tam je ostalo le nekaj menihov. Dodaja, da je kraljestvo postalo odvisno od Kašmirja, lokalni voditelji pa so se borili med seboj za oblast. Opozoril je, da je bilo nekaj časa prej predmet Kapisa. Do 9. stoletja je postalo odvisno od kabulskih šahov. Kabulsko dinastijo Turki Šahi je nadomestila hindujska dinastija Šahi, ki jo je strmoglavil Mahmud iz Gaznija s porazom Triločanpala.
Al-Usaifanov kralj med vladavino Al-Mutasima naj bi se Al-Biladhuri spreobrnil v islam in opustil svojo staro vero zaradi smrti svojega sina, čeprav so duhovniki v templju molili za njegovo okrevanje. Al-Usaifan naj bi bil med Kašmirjem, Multanom in Kabulom, nekateri avtorji pa ga identificirajo s kraljestvom Taxila.

## Ruševine
Lokacije številnih pomembnih mest, ki so navedene v starodavnih indijskih besedilih, so znanstveniki identificirali v začetku 19. stoletja. Izgubljeno mesto Taxila pa je bilo identificirano šele pozneje, v letih 1863-64. Njegova identifikacija je bila delno otežena zaradi napak v razdaljah, ki jih je zapisal Plinij Starejši v svoji Naturalis Historia, ki je kazala na lokacijo nekje na reki Haro, dva dni hoje od Inda. Alexander Cunningham, ustanovitelj in prvi generalni direktor Indijskega arheološkega zavoda, je opazil, da se to stališče ne ujema z opisi v itinerarjih kitajskih romarjev in še posebej z opisi Šuanzanga, budističnega meniha iz 7. stoletja. Za razliko od Plinija so ti viri zapisali, da je potovanje do Taxile od Inda trajalo tri dni in ne dva. Cunninghamova poznejša raziskovanja najdišča v Šah-dheriju v letih 1863–64 so ga prepričala, da je njegova hipoteza pravilna.
Ker so Hven Thsanga ob njegovi vrnitvi na Kitajsko spremljali natovorjeni sloni, je moralo biti njegovo tridnevno potovanje od Takhšasile [sic] do Inda pri Utakhandi ali Ohindu nujno enako dolgo kot potovanje v današnjem času in posledično je treba lokacijo mesta iskati nekje v okolici Kâla-ka-sarâi. To najdišče najdemo v bližini Šah-dherija, le eno miljo severovzhodno od Kâla-ka-sarâija, v obsežnih ruševinah utrjenega mesta, okoli katerega sem lahko izsledil nič manj kot 55 stup, od katerih sta dve veliki kot veliki vrh Manikjala, osemindvajset samostanov in devet templjev.— Alexander Cunningham, 
Arheološka najdišča Taxile ležijo v bližini sodobne Taxile približno 35 km severozahodno od mesta Ravalpindi. Najdišča je prvi izkopal John Marshall, ki je dvajset let delal pri Taxili od leta 1913.
Obsežno arheološko najdišče vključuje neolitske ostanke iz leta 3360 pr. n. št. in zgodnje harapske ostanke iz let 2900–2600 pr. n. št. v Sarai Kali. Taxila pa je najbolj znano po ruševinah več naselij, od katerih prvo izvira iz okoli leta 1000 pred našim štetjem. Znan je tudi po svoji zbirki budističnih verskih spomenikov, kot je stupa Dharmarajika, samostanom Jaulian in samostanom Mohra Muradu.
Glavne ruševine Taxile vključujejo štiri velika mesta, od katerih vsako pripada določenemu časovnemu obdobju, na treh različnih mestih. Najzgodnejšo naselbino v Taxili najdemo v predelu Hathial, kjer so našli črepinje lončenine, ki izvirajo že iz poznega 2. tisočletja pred našim štetjem do 6. stoletja pred našim štetjem. Ruševine Bhir Mound na tem mestu so iz 6. stoletja pr. n. št. in mejijo na Hathial. Ruševine Sirkapa segajo v 2. stoletje pr. n. št., zgradili pa so jih grško-baktrijski kralji regije, ki so vladali v regiji po invaziji Aleksandra Velikega na regijo leta 326 pr. n. št. Tretja in najnovejša naselbina je Sirsukh, ki so jo zgradili vladarji Kušanskega cesarstva, ki so vladali iz bližnje Purušapure (sodobni Pešavar).

### Svetovna dediščina
Taxila je bila leta 1980 uvrščena na Unescov seznam svetovne dediščine, zlasti zaradi ruševin štirih naselbin, ki »razkrivajo vzorec urbanega razvoja na indijski podcelini skozi več kot pet stoletij«. Lokacija vključuje številne spomenike in druge zgodovinske znamenitosti na tem območju poleg štirih naselij Bhir, Saraikala, Sirkap in Sirsukh. Skupno jih je 18:
{{columns-list|colwidth=22em|
1. Jama Khanpur
2. Saraikala, prazgodovinska gomila
3. Bhir Mound
4. Sirkap (utrjeno mesto)
5. Sirsukh (utrjeno porušeno mesto)
6. Stupa Dharmaradžika in samostan
7. Khader Mohra (Akhuri)
8. Skupina stavb Kalavan
9. Kompleks spomenikov Giri
10. Stupa Kunala in samostan
11. Jandialni kompleks
12. Budistična stupa Lalchak in Badalpur
13. Stupa in samostan Mohra Moradu
14. Stupa Pipala in samostan
15. Jaulijska stupa in samostan
16. Lalchakove gomile
17. Budistični ostanki okoli stupe Bhallar
18. Giri mošeja in grobnice

V poročilu iz leta 2010 je Sklad za globalno dediščino identificiral Taxilo kot eno od 12 svetovnih območij, ki so najbolj 'na robu' nepopravljive izgube in škode, pri čemer je kot glavne grožnje navedel nezadostno upravljanje, razvojni pritisk, plenjenje ter vojne in konflikte. Leta 2017 je bilo objavljeno, da bo Tajska pomagala pri ohranitvenih prizadevanjih v Taxili, pa tudi na budističnih mestih v dolini Svat.

## Geografija
Taxila leži 32 km severozahodno od pakistanske prestolnice Islamabad. Mesto leži približno 549 metrov nad morsko gladino.
Taxila ima vlažno subtropsko podnebje (Köppen: Cwa)

## Turizem
Taxila je ena najpomembnejših turističnih destinacij severnega Pakistana in je dom muzeja Taxila, ki hrani veliko število artefaktov iz Taxilovih izkopavanj. Čeprav se je število tujih obiskovalcev drastično zmanjšalo po začetku islamističnega upora v Pakistanu leta 2007, se je število obiskovalcev do leta 2017 začelo opazno povečevati, potem ko so se razmere javnega reda in miru v regiji močno izboljšale po začetku kampanje Zarb-e-Azb leta 2014, ki jo je začela pakistanska vojska proti radikalnim islamističnim skrajnežem.
Leta 2017 je pakistanska vlada objavila svojo namero, da bo Taxilo razvila v kraj za budistično versko romanje. Kot del prizadevanj je napovedala, da bo na Tajskem potekala razstava o budistični dediščini regije in da bo tajska vlada pomagala pri prizadevanjih za ohranjanje tega mesta. Relikvije iz Taxile so bile prav tako poslane na Šrilanko za praznik Vesak leta 2017 kot del prizadevanja za predstavitev budistične dediščine regije. Pakistanska turistična razvojna korporacija je leta 2017 prav tako napovedala, da bo uvedena storitev turističnega avtobusa med muzejem Taxila in Islamabadom.
Poleg ruševin starodavne Taxile so v Taxili tudi ostanki mogulskih vrtov in ostanki zgodovinske ceste Velike magistralne ceste. Nicholsonov obelisk, poimenovan po brigadirju Johnu Nicholsonu, ki je umrl med sepojskim uporom leta 1857, je spomenik iz britanskega obdobja, ki pozdravlja popotnike, ki prihajajo iz Ravalpindija/Islamabada.

## Kultura
Sodobna Taxila je mešanica razmeroma bogatega mestnega in revnejšega podeželskega okolja. Mestna stanovanjska območja so na splošno v obliki načrtovanih stanovanjskih naselij, naseljenih z delavci težkega mehanskega kompleksa in težke industrije, izobraževalnih ustanov in bolnišnic, ki se nahajajo na tem območju.

### Muzeji
Muzej Taxila ima eno najpomembnejših in najobsežnejših zbirk kamnitih budističnih kipov iz obdobja od 1. do 7. stoletja v Pakistanu (znano kot gandarska umetnost. Jedro zbirke izvira iz izkopanin v dolini Taxila, zlasti iz izkopanin sira Johna Marshalla. Drugi predmeti prihajajo iz izkopavanj drugje v Gandari, iz donacij, kot je zbirka Ram Das ali iz materiala, ki so ga zasegli policisti in carinski organi.
- Kovanec iz 2. stoletja pred našim štetjem Taksila
- Indijsko-grški kralj Antialkidas je vladal v Taksili okoli leta 100 pr. n. št., glede na napis na Heliodorovem stebru
- Jaulian, svetovna dediščina v Taxili
- Jaulijski srebrni budistični relikvijar z vsebino. Britanski muzej
- Podnožje stupe v Sirkapu, okrašeno s pročelji hindujskih, budističnih in grških templjev
- Stupa v Taxili
- Kovanec Taxila, 200–100 pr. n. št. Britanski muzej